# Автомобільні ігри
Автомобі́льні і́гри (або ігри в дорозі) — різновид ігор, призначених для розваги пасажирів, найчастіше дітей, під час тривалих поїздок автомобілем. Ці ігри допомагають скоротити час, розважити та зайняти мандрівників і не потребують жодного обладнання (або потрібне мінімальне) чи спеціального ігрового простору. Ці ігри часто започатковують батьки для забави неспокійних дітей. Розваги ґрунтуються на спостереженні за довкіллям або на словесних взаємодіях.
Деякі такі ігри розроблені спеціально для подорожей (наприклад, гра з номерним знаком, гра з алфавітом або ігри з пошуку автомобілів, такі як Панч-Баггі), тоді як інші — це ігри, в які можна грати в різних умовах, включно з подорожами на автомобілі (наприклад, двадцять запитань). 
Типові автомобільні ігри часто включають спостереження за характеристиками (колір, номерний знак, марка автомобіля, тип транспортного засобу тощо) транспортних засобів, які люди зустрічають та/або проїжджають під час поїздки на автомобілі. Автомобільні ігри часто включають змагальний елемент, який передбачає підрахунок та збір балів учасницями за різні характеристики транспортних засобів. Окрім транспортних засобів, ви можете порахувати й інші речі, які можуть бути побачені під час подорожі. Для виконання деяких ігор та запису результатів корисно мати під рукою блокнот або зошит і ручку.
З міркувань безпеки дорожнього руху важливо, щоб водій не брав участі в автомобільних іграх, а повністю зосереджувався на керуванні.

## Гра з алфавітом
У грі «Алфавіт» кожен гравець повинен знайти літери алфавіту серед знаків та інших фрагментів тексту в навколишньому середовищі, проходячи алфавіт у порядку від А до Я. Гравці можуть грати по черзі, кожна черга триває обумовлену відстань пробігу, або можуть грати спільно один з одним.

## Знайди машину

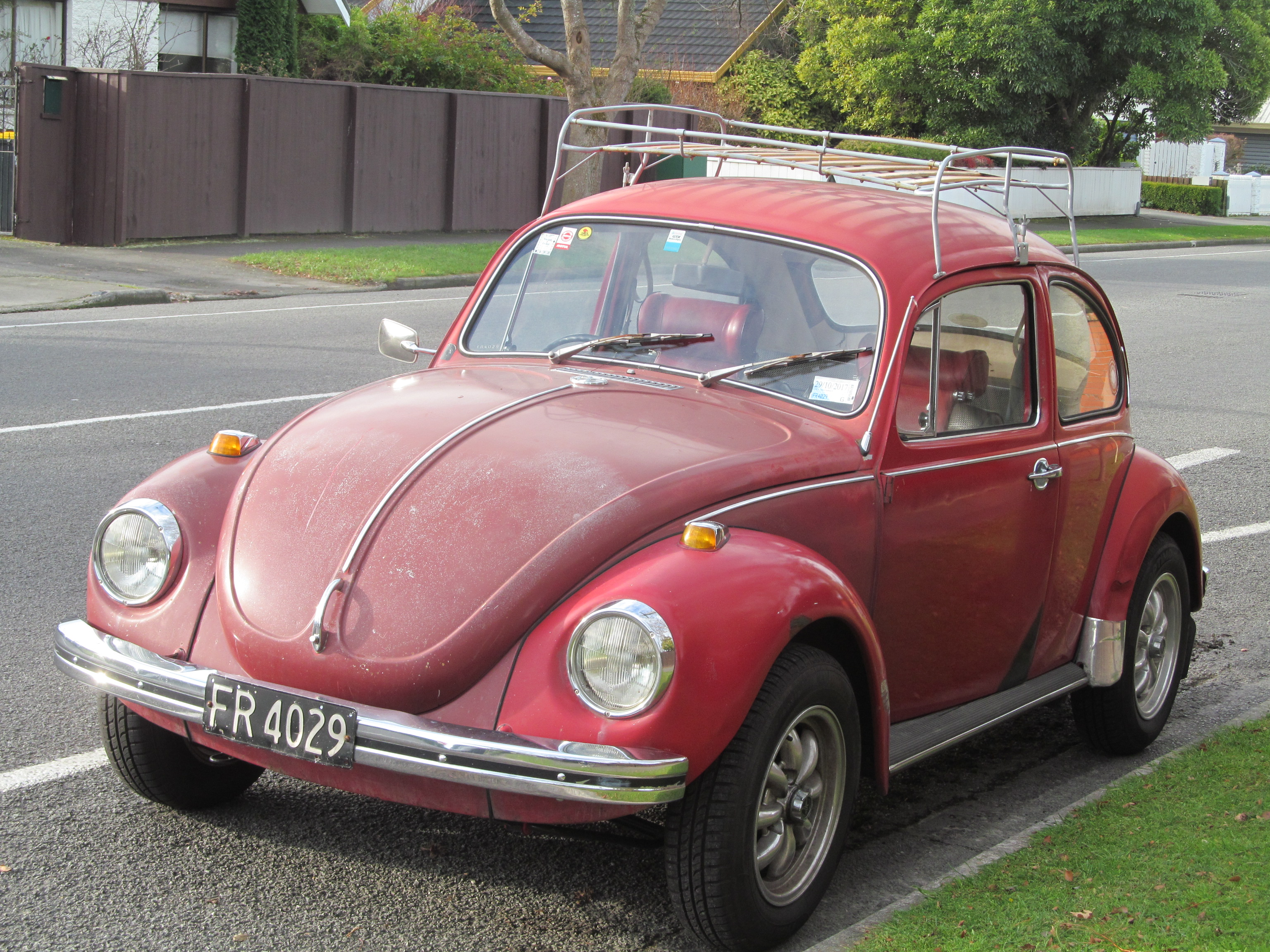
У грі Панч-Баггі гравці намагаються помітити Volkswagen Beetles

У різних іграх гравці шукають на дорозі певну модель автомобіля. Гра закінчується, коли мандрівники досягають пункту призначення, і перемогу отримує той, хто помітив найбільшу кількість автомобілів. Автомобілі на автосалоні зазвичай не враховуються.
Правила гри можуть передбачати, що певні моделі автомобілів викликають інші ефекти, крім або замість нарахування очок. Найвідомішим прикладом є варіант гри під назвою Панч-Баггі, в якому виявлення автомобіля Volkswagen Beetle дає право тому, хто його помітив, вдарити іншого пасажира.

## Жовте авто
Гра «Жовта машина» полягає в тому, щоб знайти якомога більше жовтих автомобілів. Той, хто бачить жовту машину, кричить «жовта машина» і отримує очко. Перемагає той, хто набере найбільшу кількість очок. На початку 2020-х років повідомлялося, що знайти жовті автомобілі стає все складніше.

## Знайди дорожній знак
Гра з машинками часто може включати в себе необхідність першим знайти певний дорожній знак уздовж дороги. Наприклад, можна шукати перший знак із назвою міста, куди прямує авто.

## Я бачу
«Я бачу» — це поширена гра в машині, в якій одна людина вигукує «Своїм маленьким оком я бачу щось, що починається на...», а потім називає букву, а інші намагаються вгадати, що саме було побачено.
Гравці можуть домовитися, що будь-який обраний предмет повинен залишатися видимим протягом подорожі, а не бути таким, який проїжджають і більше не бачать під час подорожі. Гравці також можуть домовитися, чи всі предмети будуть знаходитися зовні, чи всі всередині транспортного засобу.

## Міністерський кіт
«Пасторський кіт», також званий «Міністерський кіт», — вікторіанська салонна гра, в якій гравці описують кота, використовуючи кожну літеру алфавіту. У різних варіаціях гравці можуть описувати кота, використовуючи різні літери (наприклад, «активний», «боязкий», «вайлуватий», «голий» ….), або всі можуть описувати кота, використовуючи одну і ту ж літеру, поки не вичерпають всі варіанти, після чого переходять до наступної літери («аристократичний», «акуратний», «агресивний»…). В інших варіантах гравці можуть бути зобов'язані повторити всі попередні описи кота, перш ніж додати наступний прикметник.

## Мої корови
В автомобільну гру «Мої корови» можна грати за будь-якими правилами, від складних до простих, але суть гри полягає в тому, що гравці отримують очки, коли бачать стадо корів і кажуть «Мої корови». Залежно від інших орієнтирів, гравцеві можуть додаватися або відніматися очки. Наприклад, гравець може побачити храм і сказати «Моя церква», щоб відправити своїх корів на весілля, подвоївши свої очки, або, проїжджаючи повз кладовище, сказати «Твоє кладовище», щоб усунути корів/очки суперника. Гра зазвичай закінчується, коли ви досягаєте пункту призначення.
Версії цієї гри можуть мати регіональні або навіть локалізовані варіації назви, зокрема «Корови, силоси та кладовища» або просто «Корови на моєму боці».

## Крикет зі знаками

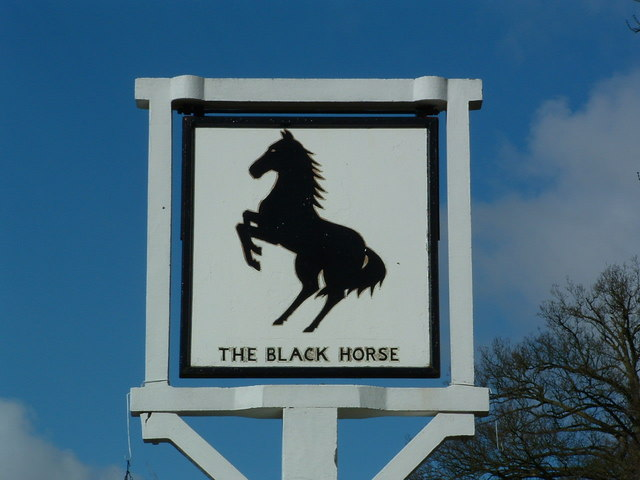
Вивіска пабу «Чорний кінь» отримує 4 бали

«Крикет із знаками» — британська гра, в якій гравці заробляють очки залежно від кількості ніг, що належать людям або тваринам у назві пабу. Наприклад, паб Horse and Groom (Кінь і конюх) отримає 6 очок: 4 за чотириногу коняку та 2 за двоногого конюха.